# Atlides atys
Espèce
Atlides atys est un papillon de la famille des Lycaenidae, de la sous-famille des Theclinae et du genre Atlides.

## Dénomination
Atlides atys a été décrit par Pieter Cramer en 1779 sous le nom de Papilio atys.
Synonymes : Atlides scamander Hübner, [1819]; Thecla atys Hewitson, 1867.

### Noms vernaculaires
Atlides atys se nomme Atys Hairstreak en anglais.

## Description
Atlides atys est un petit papillon d'une envergure d'environ 44 mm avec une longue et une très courte fines queues à chaque aile postérieure. Le dessus de couleur beige est très largement suffusé de vert argenté ou de bleu avec aux ailes antérieures près du milieu du bord costal une tache double marron. Le revers est beige veiné de marron avec dans la partie basale des taches rouge triangulaires.

## Écologie et distribution
Il réside à Panama, en Colombie, en Équateur, au Brésil, au Venezuela, au Surinam et en Guyane,,,,.

### Protection
Pas de statut de protection particulier.